# Bắc Thị
Bắc Thị (chữ Hán giản thể:北市区, âm Hán Việt: Bắc Thị khu) là một quận cũ thuộc địa cấp thị Bảo Định, tỉnh Hà Bắc, Cộng hòa Nhân dân Trung Hoa. Quận này có diện tích 19 ki-lô-mét vuông, dân số 260.000 người. Mã số bưu chính của quận Bắc Thị là 071000. Về mặt hành chính, quận Bắc Thị được chia thành 5 nhai đạo, 2 hương. Khu Liên Trì được hình thành dựa trên việc sáp nhập hai khu Bắc Thị và Nam Thị vào ngày 28 tháng 5 năm 2015..
- Nhai đạo: Hòa Bình Lý, Ngũ Tứ Lộ, Trung Hoa Lộ, Tây Quan, Kiến Hoa Lộ.
- Hương: Hàn Trang, Đông Kim Trang.